# Зотов, Павел Юрьевич
Павел Юрьевич Зотов (24 октября 1972) — советский и российский футболист, защитник, полузащитник, нападающий; тренер.

## Биография
Карьеру начал в команде второй низшей лиги первенства СССР «Геолог» Карши (Узбекская ССР). В 1990 году провёл один матч, в 1991 — 40, забил три гола. Бо́льшую часть профессиональной карьеры провёл в чемпионате Узбекистана в командах «Машал» Мубарек (1993 — первая лига, 1995), «Трактор» Ташкент (1996), «Насаф» Карши (1997, 1999), «Зарафшан» Навои (1999), «Бухара» (2000), «Андижан» (2003—2005). В 2001—2002 годах играл за команду второго дивизиона России «Диана» Волжск.
В начале 2010-х играл за любительские клубы Татарстана ЛФК «КАМАЗ» Набережные Челны (участвовал в чемпионате Татарстана), «Елабуга-Кедр» и «МПО ЖХиБ» Елабуга.
По состоянию на 2019 год — главный тренер команды 2003 г. р. в академии московского «Локомотива».